# Sturnira thomasi
Sturnira thomasi — вид родини листконосові (Phyllostomidae), ссавець ряду лиликоподібні (Vespertilioniformes, seu Chiroptera).

## Опис
Хутро цієї тварини рівномірно сірувато-коричневе зверху і знизу і немає "жовтого плеча", характерного для роду.

## Середовище проживання
Країни проживання: Гваделупа, Монтсеррат.

## Звички
Мало що відомо про екологію цього виду. Імовірно переважно плодоїдний як і інші члени роду. Зустрічається всередині лісу і над струмками. 

## Загрози та охорона
Втрата місць проживання, урагани, виверження вулканів є загрозами.